# Vila Viktora Bauera
Vila Viktora Bauera, přesněji vila ředitele cukerní rafinerie, je puristický rodinný dům v obci Hrušovany u Brna (ulice Loosova čp. 214) v okrese Brno-venkov, který byl postaven podle projektu Adolfa Loose v letech 1913–1914. Objekt včetně zahrady je chráněn jako kulturní památka. Vila je společně s interiérem jídelny Bauerova zámečku v Pisárkách jediným větším dílem Adolfa Loose na Moravě.

## Historie
Výstavbu vily financovala akciová společnost Hrušovanská cukerní rafinerie, vlastnící zdejší cukrovar vybudovaný roku 1881. Vila měla sloužit jako byt ředitele zdejšího cukrovaru a zároveň pro úřední provoz podniku. Nahradila starší ředitelskou vilu z konce 19. století, zbořenou v roce 1913 kvůli rozšiřování cukrovaru. Viktor Bauer, generální ředitel a předseda správní rady společnosti, oslovil s požadavkem na návrh vily svého přítele architekta Adolfa Loose. Projekt vznikl zřejmě roku 1913, vila byla dokončena na podzim 1914. Loos zřejmě navrhl i vnitřní vybavení druhého podlaží vily. V roce 1915 hrušovanský cukrovar vyhořel a Loos následující rok vypracoval projekt jeho obnovy. Samotný Viktor Bauer s rodinou bydlel ve vile pravděpodobně pouze na přelomu let 1918–1919, kdy po vzniku Československa dohlížel na konsolidaci cukrovaru, následně přesídlil do Brna. Po roce 1948 byl majetek Bauerovy rodiny znárodněn, v cukrovaru začal působit národní podnik Svit, který měl v přízemí vily lékařské ordinace; druhé podlaží bylo rozděleno na dva byty. V 90. letech 20. století vila chátrala a pobývali zde bezdomovci. Pozdější soukromý vlastník se snažil o její obnovu, nicméně v roce 2020 koupila zdevastovanou vilu i s přiléhající zanedbanou zahradou obec Hrušovany u Brna. Obec plánuje zahradu obnovit a navrhla rozšíření památkové ochrany vily i na ni. V budově také nechala v roce 2022 udělat komplexní průzkum pro plánovanou rekonstrukci stavby. Ve vile by mělo být podle úvah obce zřízeno muzeum Loosova díla a kavárna. V přilehající bývalé užitkové zahradě by měla být postavena menší stavba, ve které by byla knihovna. Náklady na rekonstrukci byly hrubě odhadnuty na 100 milionů korun.

## Popis
Bauerova vila byla postavena v puristickém stylu, jedná se o nejstarší dům s plochou střechou na území dnešního Česka. Vila je trojtraktová, jednopatrová, podsklepená obdélná budova, která původně stála na okraji zahrady. Vstup do interiéru se nachází na kratší severní straně, navazuje na něj zádveří a chodba procházející celou délkou stavby, takže vytváří její podélnou osu. Ve zvýšeném přízemí se nacházel úřednický provoz s písárnou, u vchodu kuchyně se zázemím pro sloužící, vestibul s dřevěným schodištěm do patra a lodžiová terasa otevřená na západ do zahrady. V prvním patře byl umístěn byt pro ředitele a jeho rodinu, s privátní jižní terasou. Symetrická severní strana vily rovněž obsahovala terasu, která byla přístupná od schodiště z dolního patra. V roce 1968 byly zastavěny střešní terasy, v dalších letech vznikla také dostavba na jižní straně vily, která byla po roce 2000 soukromým majitelem odstraněna.